# 獄中の顔役
『獄中の顔役』（ごくちゅうのかおやく）は、1968年4月19日に公開された映画。製作は東映（東映東京撮影所）。監督は降旗康男、主演は高倉健。カラー・シネマスコープ・90分。

## あらすじ
東京近郊の小都市を舞台に町の競輪場の利権争いをめぐり網走帰りの一匹狼が飛び込む。

## スタッフ
- 監督：降旗康男
- 企画：俊藤浩滋、吉田達
- 脚本：笠原和夫、高田宏治、鳥居元宏
- 撮影：星島一郎
- 録音：内田陽造
- 美術：藤田博
- 照明：大野忠三郎
- 編集：田中修
- 擬斗：日尾孝司
- 助監督：野田幸男
- 進行主任：伊藤源郎
- 現像：東映化学工業株式会社
- 音楽：伊部晴美

### 主題曲
- 「男ごころ」（獄中の顔役）より

作詞：滝田順
作曲：伊部晴美
唄：高倉健
（ポリドールレコード）

## 出演者
- 速水恭：高倉健
- 田島敏子：藤純子
- マイク：山城新伍
- 和崎隆：曽根晴美
- ゴエモン：由利徹
- 本間勇：天津敏
- 鳥越市長：宇佐美淳也
- 本間猛：遠藤辰雄
- 田島大三郎：竜崎一郎
- 吾助：左卜全
- バリカン：左とん平
- 南靖男：室田日出男
- 仁王の三吉：佐藤京一
- ガクタイ：藤木孝
- 馬淵：潮健児
- 本間組の組員：八名信夫
- 徳丸市議：山岡徹也
- モタ公：佐藤晟也
- 村上部長看守：相馬剛三
- 黒島亜矢子：安城由貴子
- 鬼頭看守：植田灯孝
- 木村：久保一
- 小山田：秋山敏
- 倉持：日尾孝司
- 竹田医務官：片山滉
- 高山場長：河合絃司
- 田辺看守：鶴賀二郎
- 市会議員B：内藤正
- 正一：小林稔侍
- 公安委員長：小塚十紀雄
- 炊事夫：久地明
- 若い看守：木川哲也
- 風呂場の看守：大塚興一
- 建設会社作業員：岡野耕作
- 滝本：土山登士幸
- 金井：須賀良
- 高須準之助
- 哲次：水原仗二
- ボイラー係：大槻憲
- 池田看守：田川恒夫
- 新入りの囚人：沢田浩二
- 市会議員A：久保比左志
- 福本：山之内修
- 大岩：水城一狼
- 小女：田内加代子
- 菩薩：島田正吾（新国劇）
- 黒島勉：池部良

## 製作
監督の降旗康男は1968年に東映を一旦退社し、東映の専属契約者となっていた。1966年の監督作『地獄の掟に明日はない』を気に入った俊藤浩滋から声がかかり、本作の監督に抜擢された。降旗は当時、NET・東映制作のテレビドラマ『日本剣客伝』「宮本武蔵」（三國連太郎主演）を演出していた。降旗は『日本剣客伝』のチーフ助監督だった野田幸男を推薦したが、高倉健が初めての監督では不安だろうとなり、結局、降旗が監督をやることになった。このため撮影準備は全部野田がやり、『日本剣客伝』「宮本武蔵」撮影終了の翌日、降旗が本作の撮影に入った。

## 映像ソフト
- 1980年代（正式時期不明）にビデオソフト（VHS）化されたが廃盤、2007年12月7日よりDVDが発売されている（いずれも東映ビデオより）。
- また2016年8月2日には、デアゴスティーニ・ジャパンから発売されたDVDマガジンシリーズ「東映任侠映画DVDコレクション」の第42号として、本作が発売された。

## 同時上映
『代貸』
- 脚本：棚田吾郎 / 監督：佐伯清 / 主演：梅宮辰夫